# 牛憨笨
牛憨笨（1940年2月11日—2016年7月4日），山西壶关人，物理电子学专家，中国工程院院士。
1997年，获选中国工程院信息与电子工程学部院士。